# Punkthedspinnare
Punkthedspinnare (Coscinia cribraria) är en fjärilsart som beskrevs av Carl von Linné 1758. Punkthedspinnare ingår i släktet Coscinia och familjen björnspinnare. Arten är reproducerande i Sverige. Inga underarter finns listade.

## Bildgalleri

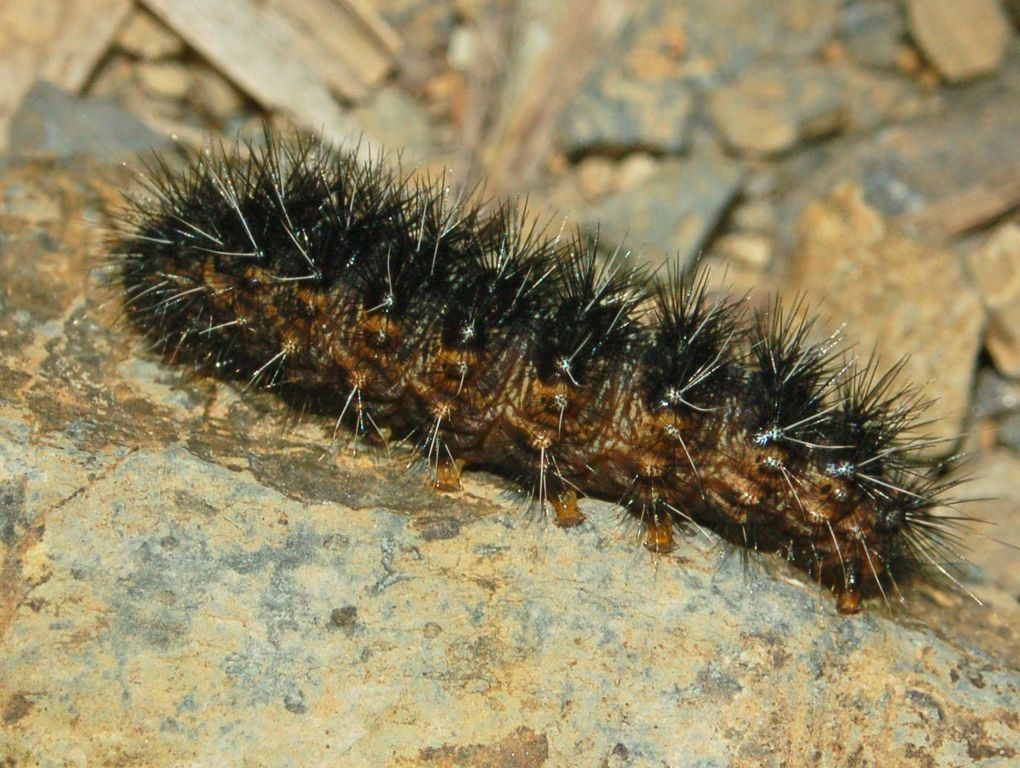
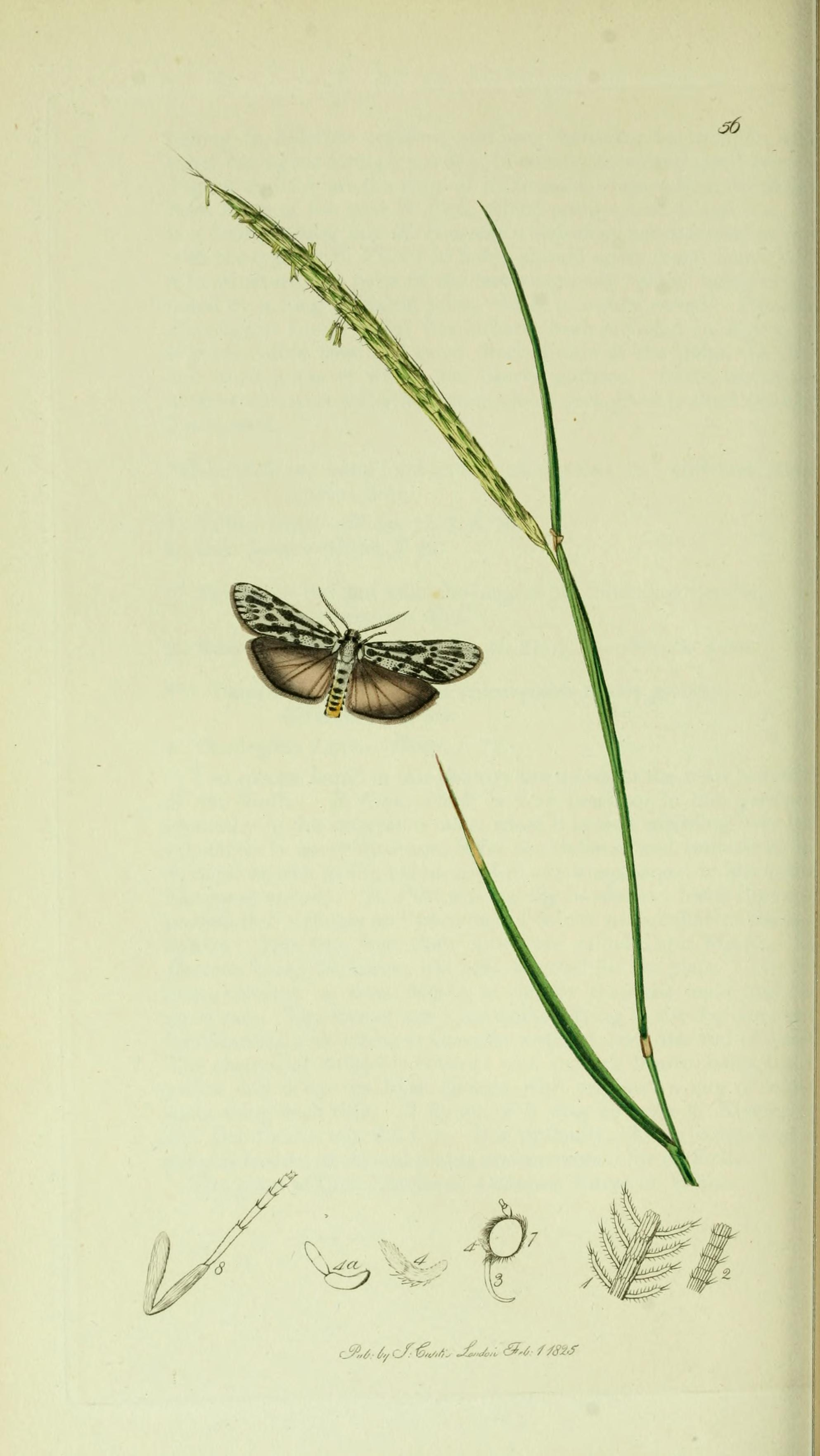